# La Paternité (Les Simpson)
La Paternité est le huitième épisode de la vingt-huitième saison de la série télévisée Les Simpson et le 604e épisode de la série. Il est sorti en première sur le réseau Fox le 20 novembre 2016.

## Synopsis
Homer découvre  « ChoreMonkey », une application mobile qui dépêche des employés à domicile pour accomplir différentes tâches du quotidien et en devient vite dépendant. Il finit même par solliciter les services de Matt Leinart, un ancien champion de football américain, pour divertir Bart. Mais alors que la complicité entre le jeune garçon et son nouvel ami grandit au point de ressembler à une relation père-fils, Homer s'inquiète et, complètement désemparé, se rapproche de Milhouse avec qui il se lie d'amitié. Jaloux, Bart, qui s'est aperçu que sa complicité avec Leinart était factice, noue une relation identique avec Kirk Van Houten. Homer et Kirk deviennent alors des rivaux...
De son côté, Abraham est persuadé qu'il va devenir à nouveau père et envisage quitter la ville...

## Invités
- Matt Leinart : lui-même

## Réception
Lors de sa première diffusion l'épisode a attiré 2,88 millions de téléspectateurs.